# Grupa fenylowa

Grupa fenylowa

Grupa fenylowa, fenyl, w skrócie Ph – arylowa organiczna grupa funkcyjna o wzorze C
6H
5−, występująca w wielu związkach aromatycznych.
Najprostszym możliwym związkiem, zawierającym tę grupę, jest benzen (C
6H
6), który symbolicznie można zapisać jako Ph−H. Inne związki zawierające fenyl to np. fenol (Ph−OH), toluen (Ph−CH
3), anilina (Ph−NH
2), fenyloetyloamina (Ph−(CH
2)
2−NH
2).